# Gábor Bretz

Gábor Bretz als Solist beim Fest der Freude, Heldenplatz, Wien, 8. Mai 2015

Gábor Bretz (geboren am 16. März 1974 in Budapest) ist ein ungarischer Opernsänger der Stimmlage Bass.

## Leben und Werk
Bretz begann seine Gesangsstudien bei Stephan Czovek in Los Angeles und besuchte in der Folge das Béla Bartók Konservatorium und die Franz-Liszt-Musikakademie seiner Heimatstadt. Er belegte Meisterkurse bei Julia Hamari, Ralf Döring, Éva Marton und Jewgeni Nesterenko, nahm an Gesamtwettbewerben teil und gewann Preise. Seit seinem Gesangsdiplom der Liszt-Akademie tritt der Sänger regelmäßig an der Ungarischen Staatsoper auf und hat sich dort ein breites Repertoire erarbeitet, welches vor allem Mozart- und Verdi-Rollen umfasst, jedoch von Monteverdi bis Wagner, Strauss und Bartók reicht. Im Don Giovanni singt er abwechselnd die Titelpartie, den Leporello und den Masetto, in Bizets Carmen abwechselnd Zuniga und Escamillo. Zu seinen wichtigsten Verdi-Partien zählen der Banco (im Macbeth), der Sparafucile (im Rigoletto), der Hohepriester von Babylon (in Nabucco) und Il Re (in Aida).
Regelmäßig tritt der Sänger in Österreich auf. Bereits 2007 debütierte Bretz als Antonio in Mozarts Le nozze di Figaro bei den Salzburger Festspielen. Am Stadttheater Klagenfurt war er als Seneca in Monteverdis L’incoronazione di Poppea, als Daland in Wagners Fliegendem Holländer und als Sparafucile in Verdis Rigoletto zu sehen und zu hören. Bei den Wiener Festwochen übernahm er 2013 dem Ferrando in Philipp Stölzls begeistert aufgenommener Trovatore-Inszenierung und 2015 die Titelpartie in Andrea Breths Interpretation von Herzog Blaubarts Burg. 2019/20 sang Bretz an der Oper De Munt in Brüssel den Widersacher in Jacques Offenbachs Hoffmanns Erzählungen.
Schritt für Schritt hat Bretz die großen Opernbühnen erobert. Er wurde von der Komischen Oper Berlin verpflichtet, sang an der Opéra de Rennes, am Kroatischen Nationaltheater in Zagreb und am Teatro alla Scala in Mailand, debütierte 2013 als Sparafucile beim Festival d’Aix-en-Provence und 2014 als Gurnemanz (in Wagners Parsifal) am Teatro Comunale di Bologna. Im selben Jahr folgten auch erste Auftritte am Royal Opera House Covent Garden in London (als Colline in Puccinis La Bohème), an der Metropolitan Opera in New York (als Escamillo) und an der Bayerischen Staatsoper in München (ebenfalls als Escamillo). Im Herbst 2015 folgte sein Rollendebüt als König Philipp in der französischen Fassung von Verdis Don Carlos an der Hamburgischen Staatsoper. Es inszenierte Peter Konwitschny, es dirigierte Renato Palumbo. Die Produktion war eine Übernahme von der Wiener Staatsoper.
Gábor Bretz ist auch ein gefragter Konzertsänger, insbesondere für die Solopartien in Messen, Oratorien und Requien von Bach, Haydn, Mozart, Rossini, Verdi und Puccini. Er war auch in Tippetts A Child of Our Time zu hören und in Berlioz’ L’enfance du Christ (unter Leitung von Sylvain Cambreling). Beim Festkonzert der Wiener Symphoniker am 8. Mai 2015 am Wiener Heldenplatz, dem Fest der Freude anlässlich des Jubiläums der Befreiung Österreichs vom NS-Regime, war er einer der vier Solisten in Beethovens Neunter. Es dirigierte Philippe Jordan.

## Auszeichnungen
- 2004: Viotti International Vocalists Competition Vercelli, Cesare Bardelli Prize
- 2005: Maria Callas Grand Prix Athen, Erster Preis
- 2020: Österreichischer Musiktheaterpreis in der Kategorie Beste männliche Hauptrolle für Don Quichotte bei den Bregenzer Festspielen[3]

## Nachweise
1. ↑  Bretz Gábor Staatsoper Budapest, abgerufen am 22. August 2020
2. ↑  Gábor Bretz Agenturprofil, abgerufen am 17. Juli 2015
3. ↑  Musiktheaterpreis ehrte Placido Domingo. In: ORF.at. 6. August 2020, abgerufen am 7. August 2020.

| Personendaten    | Personendaten                              |
| ---------------- | ------------------------------------------ |
| NAME             | Bretz, Gábor                               |
| KURZBESCHREIBUNG | ungarischer Opernsänger der Stimmlage Bass |
| GEBURTSDATUM     | 16. März 1974                              |
| GEBURTSORT       | Budapest                                   |